# Fixsenia ontario
Fixsenia ontario är en fjärilsart som beskrevs av Edwards 1868. Fixsenia ontario ingår i släktet Fixsenia och familjen juvelvingar. Inga underarter finns listade i Catalogue of Life.